# Evangelina Sosa
Evangelina Sosa (Cidade do México, 18 de fevereiro de 1969 é uma atriz mexicana. É irmã do também ator Roberto Sosa.

## Filmografia

### Televisão
- Nadie como tú (telenovela) (2023) - Jacinta
- La Loba (2010) - Rosa
- Ni una vez más (2005)
- Tan infinito como el desierto (2004)
- Lo que callamos las mujeres (2001) - María
- Cuentos para solitarios (1999) - Rosário/Tere
- Yacaranday (1998) - Margarita
- Pueblo chico, infierno grande (1997) - Magdalena (criança)
- La sombra del otro (1996) - Maley
- El vuelo del águila (1994) - Delfina (jovem)
- María Mercedes (1992) - Cândida
- Atrapada (1991) - Lupita
- Mujer, casos de la vida real (1990-1997)
- La fuerza del amor (1990) - Chencha
- Cuando llega el amor (1990) - Margarita
- Luz y sombra (1989) - Cari
- Simplemente María (1989) - Perla
- El rincón de los prodigios (1988)